# Vztažné těleso
Pohyb těles je vždy vzájemný (relativní), proces při řešení konkrétní úlohy je třeba volit vztažné (referenční) těleso, vůči kterému se vztahuje pohyb ostatních těles. Spojením vztažného tělesa se soustavou souřadnic a určením měření času vzniká vztažná soustava. 
Spojení se skutečným tělesem je důležité, neboť vylučuje z úvah některé nefyzikální situace. Například neexistuje vztažná soustava, která by se vůči jiné pohybovala rychleji než světlo. Nelze také spojovat vztažnou soustavu s fotonem a jinými nehmotnými částicemi, protože nejde o tělesa.